# 岩島駅
岩島駅（いわしまえき）は、群馬県吾妻郡東吾妻町大字岩下にある、東日本旅客鉄道（JR東日本）吾妻線の駅である。
駅名は旧村名「岩島村」に由来する。以前下り列車は当駅を出ると車窓左手に吾妻渓谷を望むことが出来たが、八ッ場ダム建設に伴うルート変更によりトンネルで通過するようになったため、該当区間の景色を車窓から眺めることは出来なくなった。また、ルート変更後は隣の川原湯温泉駅が吾妻渓谷から離れたため、当駅が吾妻渓谷への鉄道での最寄り駅となっている。

## 歴史
- 1945年（昭和20年）
  - 1月2日：運輸通信省の岩島信号場として新設[2]。
  - 8月5日：岩島駅（貨物駅）に昇格[2]。
  - 11月20日：旅客取扱開始[2]。
- 1961年（昭和36年）9月1日：貨物取扱廃止[2]。
- 1971年（昭和46年）2月1日：荷物扱い廃止[3]、無人駅化[4]。
- 1985年（昭和60年）2月：当時の高崎鉄道管理局の余剰人員対策で行われていた貨車解体の一環として、余剰貨車を改装した待合室を設置[5]。
- 1987年（昭和62年）4月1日：国鉄分割民営化に伴い、JR東日本の駅となる[2]。
- 2002年（平成14年）：駅舎改築[1]。
- 2014年（平成26年）
  - 9月24日：八ッ場ダム本体建設工事開始に伴い、当駅 - 長野原草津口間を新線へ切替えるため、従前線（旧線）を使っての営業運転を終了。
  - 10月1日：当駅 - 長野原草津口間が新線に切替、新線経由で吾妻線全線運行再開。東京近郊区間に編入される[6]。

当駅 - 川原湯温泉駅間旧線区間内に存在する、日本最短の鉄道トンネルとなっていた樽沢トンネル（7.2m）は、八ッ場ダム完成後に於ける水没区域からは外れるものの、ダム建設に伴うルート切替に伴い2014年（平成26年）9月24日限りで用途廃止となった。

## 駅構造
相対式ホーム2面2線を有する地上駅。両ホームは跨線橋で連絡している。
中之条駅管理の無人駅。

### のりば
| ホーム | 路線    | 方向 | 行先             |
| ------ | ------- | ---- | ---------------- |
| 南側   | ■吾妻線 | 下り | 長野原草津口方面 |
| 北側   | ■吾妻線 | 上り | 高崎方面         |

（出典：JR東日本:駅構内図）
※案内上の番線番号は設定されていない。

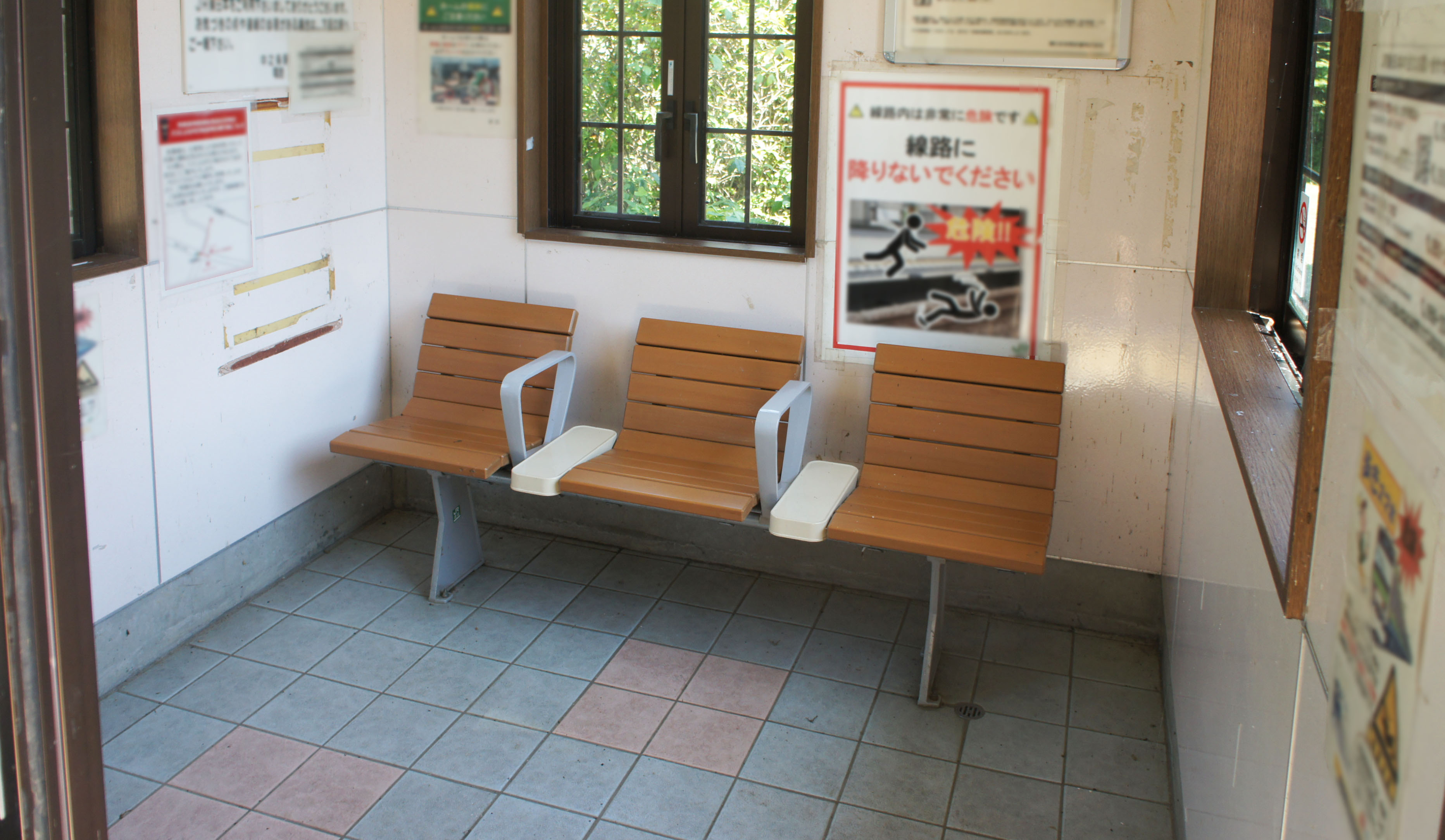
待合室（2021年7月）
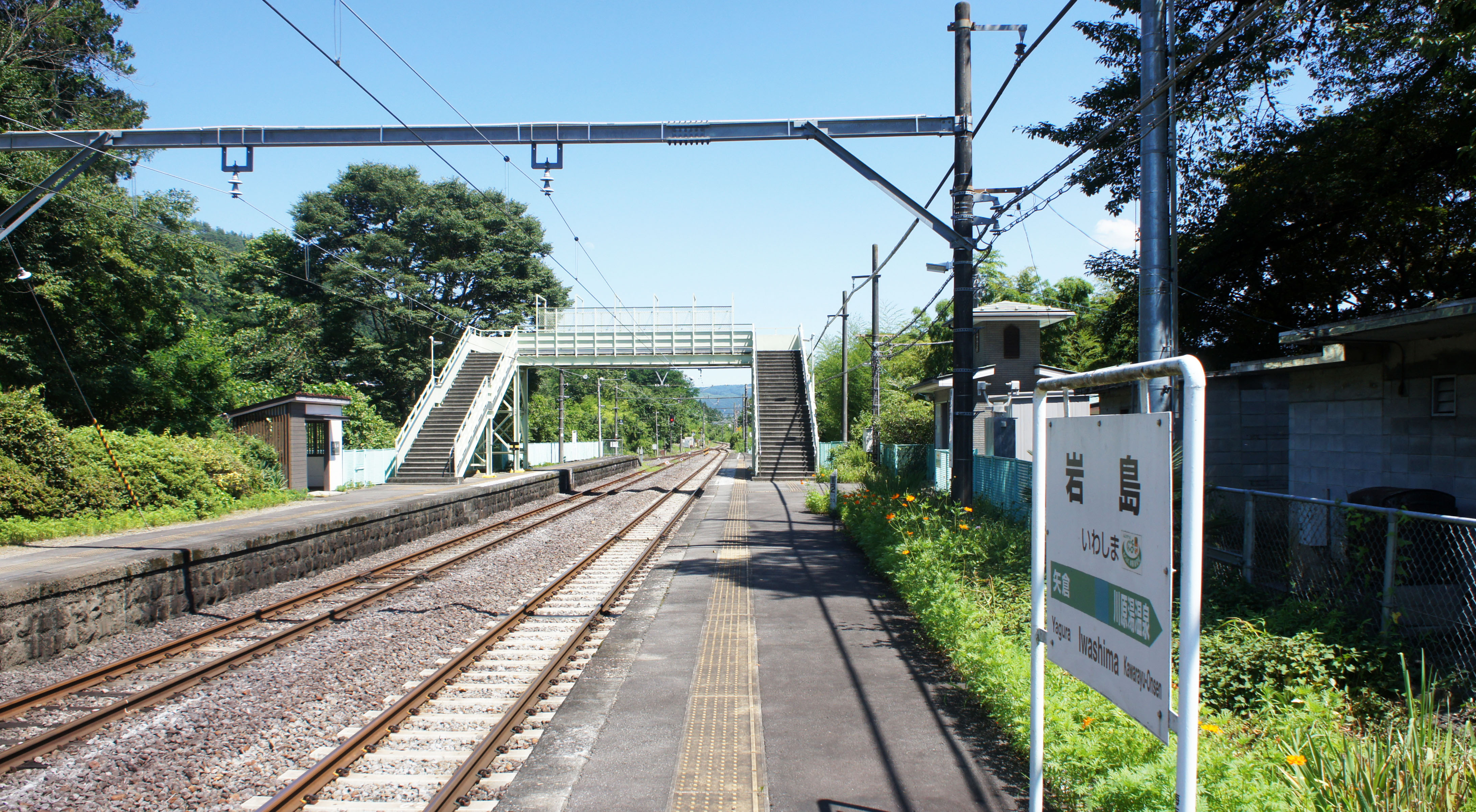
ホーム（2021年7月）

## 利用状況
群馬県統計年鑑によると、1日平均乗車人員は以下の通り。
| 年度   | 1日平均 乗車人員 |
| ------ | ---------------- |
| 2002年 | 79               |
| 2003年 | 71               |
| 2004年 | 72               |
| 2005年 | 65               |
| 2006年 | 71               |
| 2007年 | 69               |
| 2008年 | 57               |
| 2009年 | 51               |
| 2010年 | 44               |
| 2011年 | 47               |

## 駅周辺

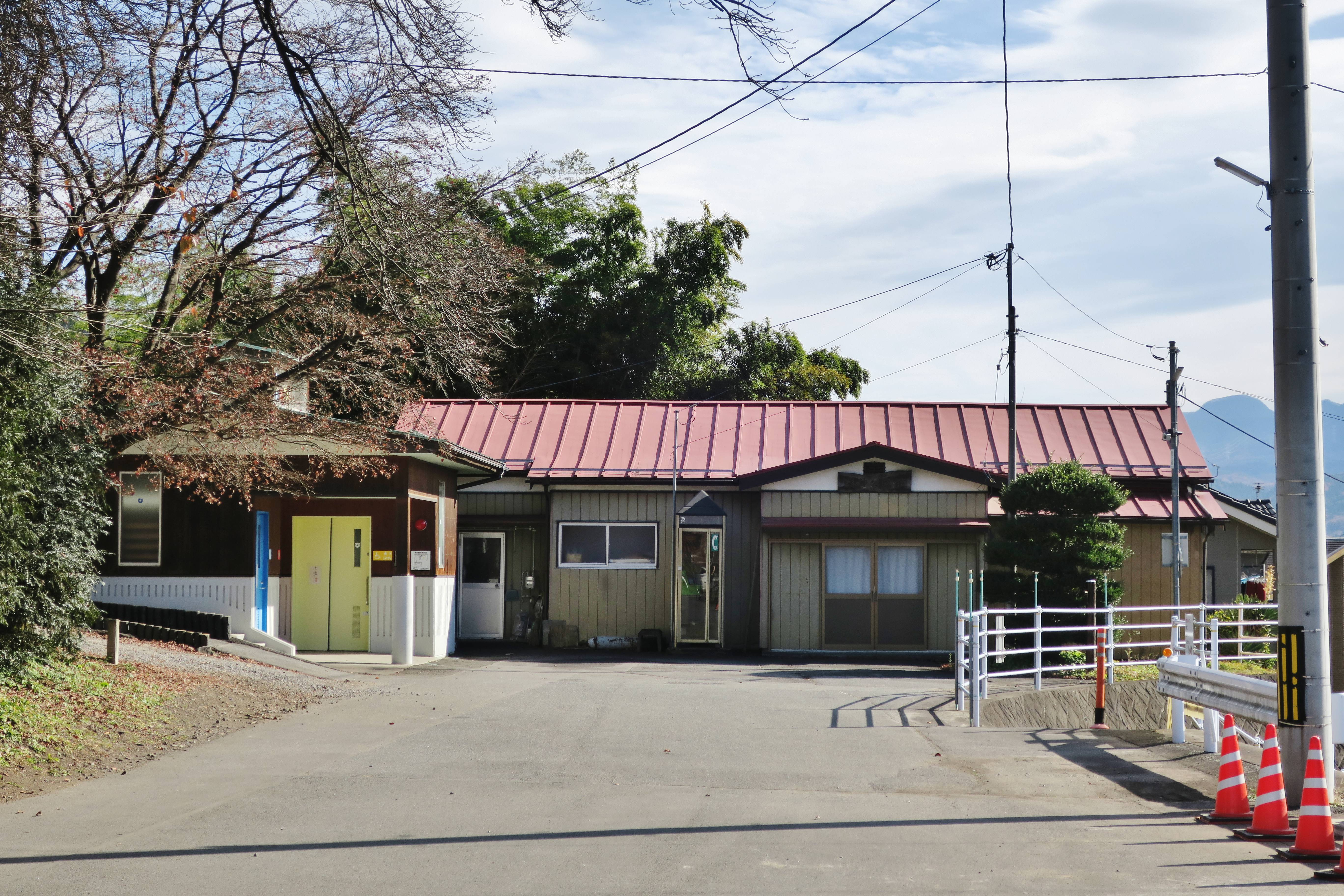
駅前のトイレ（左）および天神公民館（正面）

- 吾妻川
- 菅原神社
- 吾嬬山
- 天神公民館

## バス路線
関越交通群馬原町駅、天狗の湯方面への路線が発着する。吾妻渓谷での紅葉シーズン（例年10 - 11月頃）の際は、道の駅あがつま峡・吾妻渓谷（旧熊の茶屋）方面へのシャトルバスが発着する。

## 隣の駅
東日本旅客鉄道（JR東日本）
■吾妻線
矢倉駅 - 岩島駅 - 川原湯温泉駅